# Schronisko na Stogu Izerskim
Die Schronisko na Stogu Izerskim  (deutsch: Heufuderbaude) ist eine Bergbaude  im polnischen Teil des Isergebirges oberhalb von Świeradów-Zdrój (Bad Flinsberg), einer Kurstadt im Powiat Lubański in der Woiwodschaft Niederschlesien.

## Lage und Beschreibung
Die Schronisko na Stogu Izerskim befindet sich etwa 400 Meter ostnordöstlich des Gipfels des Berges Stóg Izerski (Heufuder), nach dem sie benannt ist und welcher der zweithöchste Berg des polnischen Isergebirges ist. Mit 1060 m n.p.m. liegt die Baude 47 Meter unterhalb des Gipfels und 520 Meter über Świeradów-Zdrój. Etwa 100 Meter östlich der Baude befindet sich die Bergstation der von Świeradów-Zdrój kommenden Gondelbahn. Diese dient im Winter als Zubringer für die unterhalb der Baude beginnende Skipiste. Die Baude liegt am Beginn des Sudeten-Hauptwanderweges. Territorial gehört sie zur Landgemeinde (Gmina) Mirsk (Friedeberg/Isergebirge).

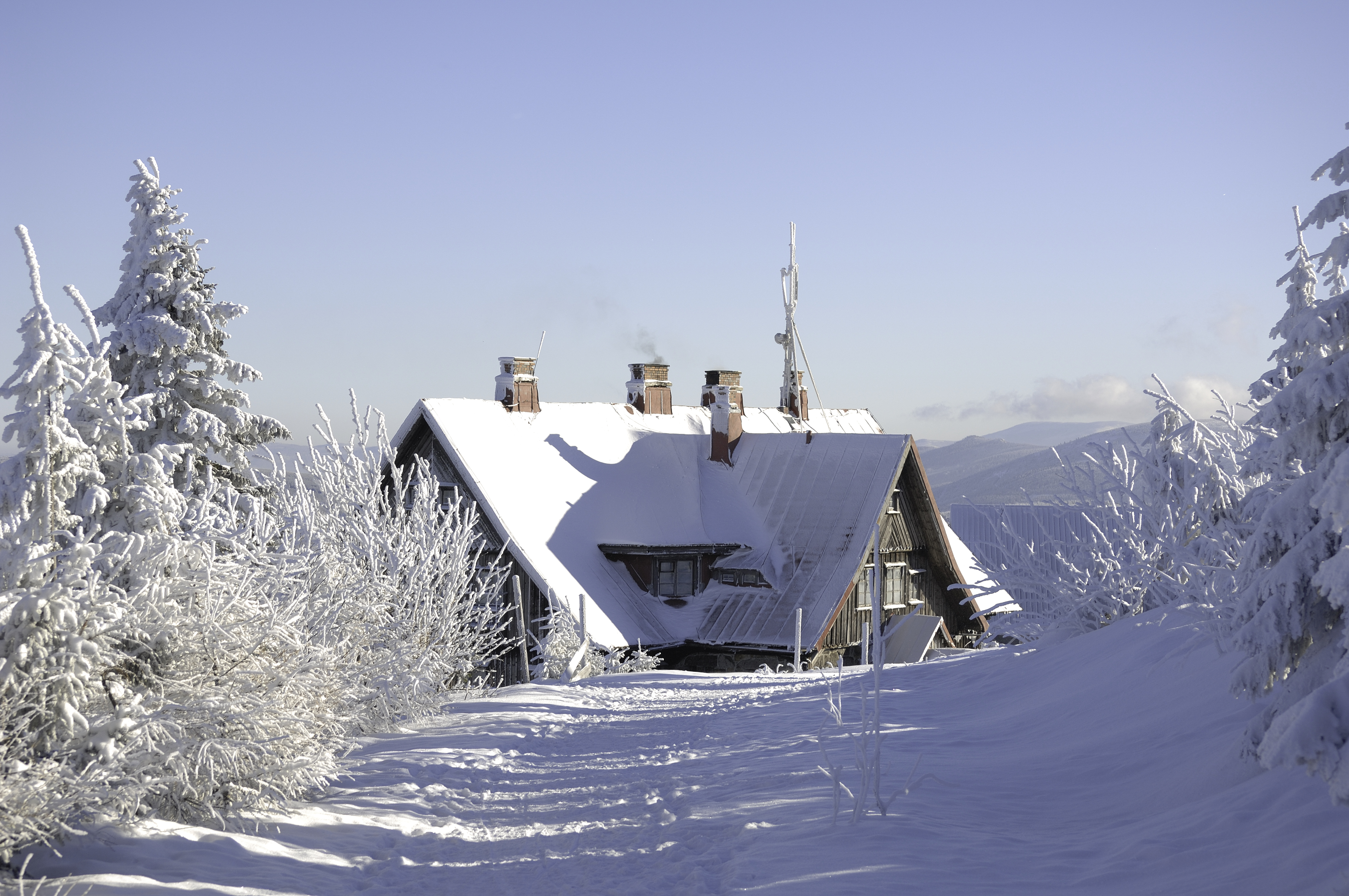
Die Baude im Winter
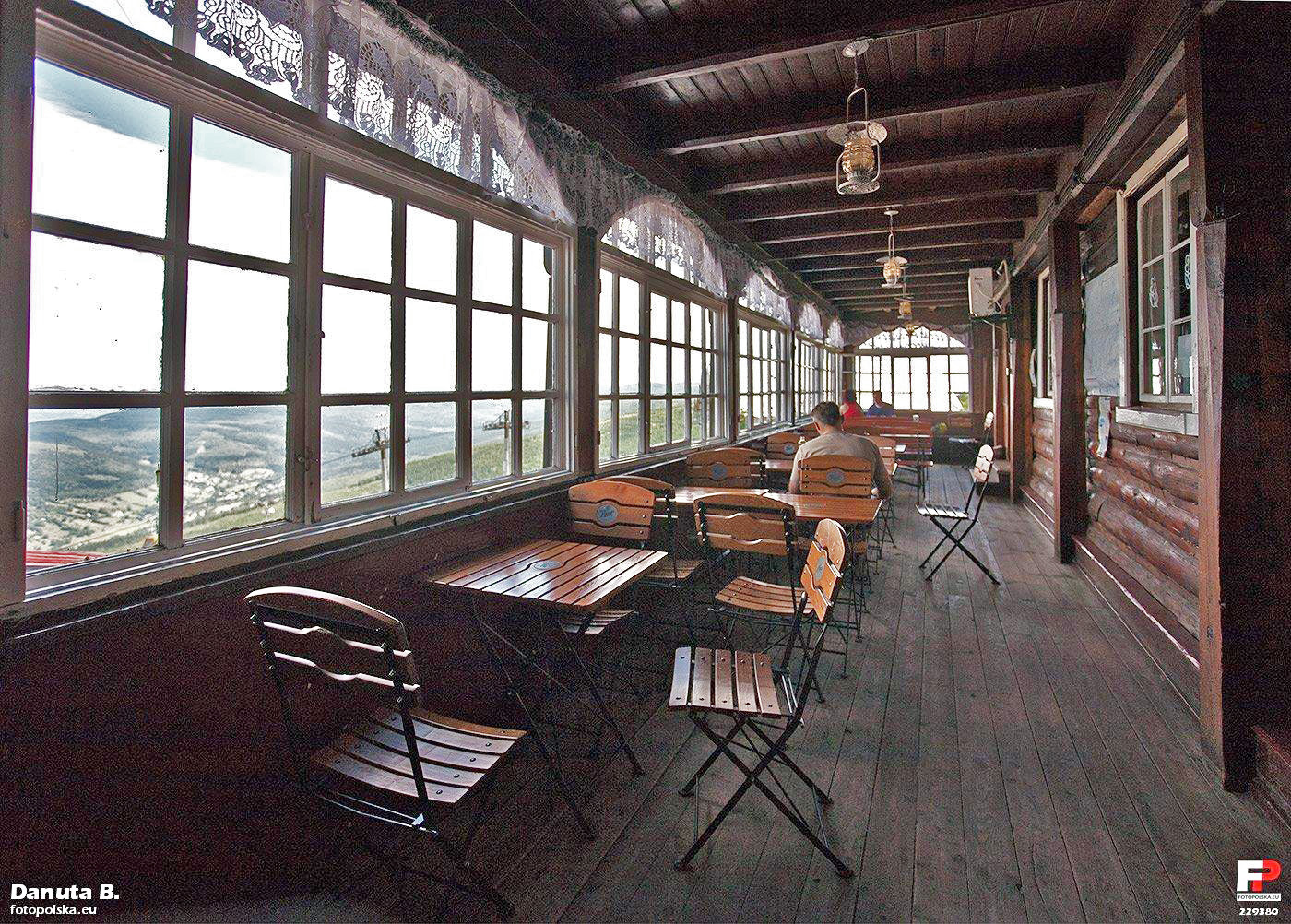
Die Aussichtsveranda

Die Baude ist im schlesisch-lausitzer Stil errichtet, worauf das an der Giebelfront angedeutete Umgebinde hinweist. Über einem Sockel aus Natursteinen erhebt sich ein im Wesentlichen aus Holz errichtetes einstöckiges Gebäude mit einem kurzen Seitenflügel an der Bergseite. Unter dem blechgedeckten Satteldach befinden sich ein Dachgeschoss mit Gaubenfenstern. An der Nordseite erstreckt sich nahezu über die gesamte Gebäudelänge eine Glasveranda. Neben einem großen Gastraum bietet das Haus im ersten Stock Übernachtungsmöglichkeiten für 50 Gäste in Doppel- bis 10-Personen-Zimmern.
Die Baude ist ganzjährig geöffnet. Die nördlich vorgelagerte Terrasse bietet einen weiten Panoramablick.

## Geschichte
Der Bad Flinsberger Badearzt Josef Siebelt (1860–1942) hatte mit 21 Jahren in Bad Flinsberg Heilung von einer Krankheit gefunden, was ihn später veranlasste, sich hier niederzulassen. Er war maßgeblich daran beteiligt, die Umgebung Bad Flinsbergs touristisch zu erschließen. Als ein Wiederaufbau eines zerstörten Aussichtsturmes auf dem Heufuder nicht realisiert werden konnte, machte er den Vorschlag, eine Bergbaude zu errichten.  Er konnte für diese Idee den Riesengebirgsverein und die adlige Unternehmerfamilie Schaffgotsch gewinnen. Letztere steuerte den Baugrund und einen beträchtlichen Geldbetrag bei. Die Pläne erstellte kostenlos der Breslauer Architekt Paul Häusler.

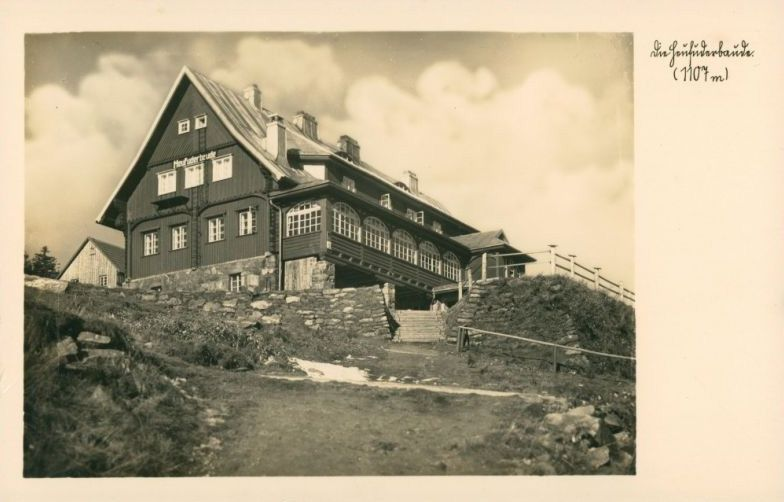
Die Heufuderbaude 1935
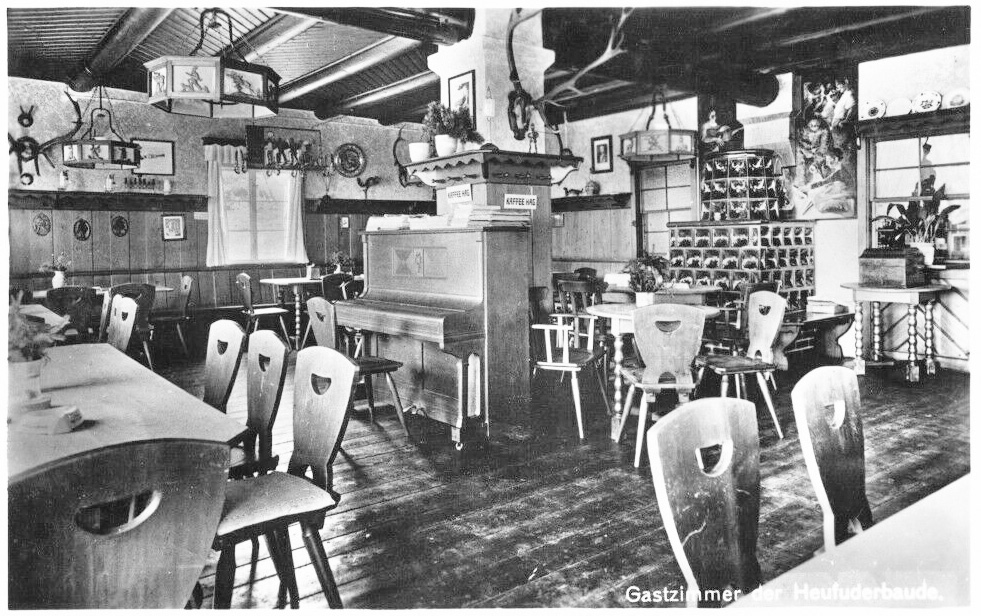
Der Gastraum 1932

Am 17. September 1922 wurde der Grundstein gelegt, und am 24. Oktober 1924 konnte die Baude eröffnet und an einen privaten Pächter übergeben werden.
Ab 1926 entstand in einem kleinen Nachbargebäude eine nicht mehr erhaltene Jugendherberge.
Die Baude ist bis heute durchgehend in Betrieb. Nach dem Zweiten Weltkrieg übernahm sie die polnische Tourismusgesellschaft PTTK. Bei Renovierungen konnte der Anfangszustand der Baude im Wesentlichen erhalten werden.